# Osvaldo Angeli
Osvaldo Angeli (Casola in Lunigiana, 5 febbraio 1944) è un politico italiano, ex presidente della Provincia di Massa Carrara.

## Carriera
Impiegato presso i cantieri INMA della Spezia e presso le Ferrovie dello Stato, è stato sindaco di Podenzana (MS) per 11 anni, consigliere comunale di Aulla, consigliere provinciale e presidente della Comunità montana della Lunigiana. È stato l'ultimo segretario provinciale di Massa-Carrara del Partito Comunista Italiano e il primo del Partito Democratico della Sinistra. Successivamente aderisce ai DS e poi al Partito Democratico.
È stato eletto Presidente della Provincia nel turno elettorale del 2003 (elezioni del 25 e 26 maggio), raccogliendo il 55,1% dei voti in rappresentanza di una coalizione di centrosinistra. È sostenuto, in Consiglio provinciale, da una maggioranza costituita da Partito Democratico, Italia dei Valori e Partito Socialista.
Alle elezioni amministrative del 2008 si riconferma alla presidenza della provincia, sostenuto da Partito Democratico, Partito Socialista e Italia dei Valori e vince al ballottaggio contro il candidato del Popolo della Libertà Sandro Bondi, vincendo con il 55,4% contro il 44,6%. Conclude il proprio mandato nell'ottobre del 2014